# Astragalus cronquistii
Astragalus cronquistii es una especie de planta del género Astragalus, de la familia de las leguminosas, orden Fabales.

## Distribución
Astragalus cronquistii se distribuye por EE. UU. (Utah y Colorado).

## Taxonomía
Fue descrita científicamente por Barneby. Fue publicada en Mem. New York Bot. Gard. 13(2): 258 (1964).